# Gmünd (Carintia)
Gmünd (también, Gmünd in Kärten) es un municipio situado en el distrito de Spittal an der Drau, en el estado de Carintia, Austria. Tiene una población estimada, a inicios de 2024, de 2572 habitantes.

## Localidades o barrios
El municipio consta de 15 localidades o barrios (ortstchafts):
| - Burgwiese - Gmünd - Grünleiten - Karnerau - Landfrass - Moos - Moostratte - Oberbuch | - Oberkreuschlach - Perau - Platz - Stubeck Sonnalm - Treffenboden - Unterbuch - Unterkreuschlach |

## Historia
La fundación de la ciudad de Gmünd hoy se atribuye al rey Hadmar II (1140-1217), ya que fue el miembro más importante de su familia y el verdadero colonizador de la zona de Lainsitz. En los siglos siguientes, Gmünd sirvió como fortaleza fronteriza. La muralla de la ciudad (de la que aún se conservan restos) protegía a la comunidad. El terreno parcialmente pantanoso que se elevaba entre Lainsitz y Braunau y el foso de la ciudad favorecían su defensa, pero no siempre fue posible protegerla contra las incursiones. Los bohemios prendieron fuego la iglesia en 1278 y más tarde los husitas devastaron la ciudad.
Durante la Segunda Guerra Mundial, para prevenir los bombardeos de los aliados a la manufacturera de vehículos Porsche en 1944, su sede fue trasladada a Gmünd hasta que fue redirigida al distrito de Zuffenhausen, Stuttgart, en 1950. Aquí el sastre Ferdinand Porsche, junto con Erwin Komenda, diseñó los primeros modelos del auto deportivo Porsche 356, incluyendo el prototipo para el "No.1" de 1948.